# Minor Food Group
Die Minor Food Group (MFG) ist in Thailand als Betreiber von Verkaufsstellen von The Pizza Company, Dairy Queen, Burger King, Sizzler und Swensen's Marktführer im Bereich Gastronomie.

## Geschichte
Die Minor Food Group wurde 1980 gegründet. Das heute mit über 1.000 Restaurants, in 13 asiatischen Ländern (z. B. Thailand, Singapur, China, Australien) vertretene Unternehmen, begann 1980 mit einem Pizza-Restaurant.

## Unternehmen

### Allgemeines
Die Minor Food Group besitzt 1.148 Verkaufsstellen, davon 761 in Thailand und 387 internationale Verkaufsstellen. Von den 1.148 Verkaufsstellen sind 685 im Besitz von MFG, die weiteren 463 werden als Franchise geführt.
Der Umsatz der Minor Food Group betrug zum Jahresabschluss 2010: 10.459 Mio. Baht (ohne Franchise) und 24.142 Mio. Baht (mit Franchise).

### Aufbau und Leitung
Minor Food Group gehört zu 99,72 % zu der im SET Index an der Thailändischen Börse notierten Minor International PCL. 

Geleitet wird das Unternehmen von dem Engländer Paul Charles Kenny als (CEO) und der Thailänderin Patamawalai ratanapol als (COO).

### Marken
1. The Pizza Company – Pizza-Restaurant
2. Swensen’s – Eisverkauf
3. The Coffee Club – Kaffeehaus
4. Thai Express – Thailändische Küche
5. Dairy Queen – Softeis
6. Sizzler – Steakhaus
7. Burger King – Sandwich
8. Xin Wang Hong Kong Café – Chinesische Küche
9. Shokudo – Japanische Küche
10. NewYork New York – Amerikanische, Europäische Küche